# 木村貴史
木村 貴史(きむら たかし、Takashi Kimura、1981年11月28日 - )は、日本の華道家、フラワーデザイナー。クリエイティブスタジオ「plantica」のクリエイティブディレクター。埼玉県ふじみ野市(旧上福岡市)出身。

## 人物
青山学院大学経営学部卒業、慶應義塾大学大学院メディアデザイン研究科修了。大学在学中、家族とのコミュニケーションを深めるため、母親が趣味で通う生け花教室に共に通い、華道を始める。華道の「花でクリエイションする」という発想に衝撃を受け、卒業まで生け花教室に通い、生花店でアルバイトを行いつつ華道(草月流)の師範の資格を取得した。
大学卒業後は広告業界へ就職し、広告制作のプロデュースを行う。多数のクリエイターと交流する内に創作意欲が刺激され、兼業で商業施設の装花などの仕事を始める。広告制作会社へ3年間勤務の後、2006年、20代後半に華道家、フラワーデザイナーとして独立した。
2007年、精密機械の専門家、元サッカー選手の2人の幼なじみと共に、多様なメディアを用い植物の魅力を発信するクリエイティブスタジオ「plantica」を結成。「plantica」を通してファッション・メゾン、大型商業施設の空間演出や、NIKE、STARBUCKS、TOYOTA、CANON などのイベント装花、 広告やMVなど多方面で装花ディクションを行なう。
個人活動としては2009年、2014年に次世代を担う文化人としてUNIQLOのTVCM・広告にフリース・アンバサターとして出演。フランス放送局「Canal Plus」や海外放送「NHK World」のドキュメンタリー番組への取材協力など、国内外のメディアで取り上げられている。